# Чемпионат Украины по русским шашкам среди женщин 2014
Чемпионат Украины по русским шашкам среди женщин прошёл одновременно с мужским турниром в городе Днепропетровск с 11 по 21 декабря 2014 года. Соревнования прошли в трёх программах: классическая, быстрая и молниеносная.
классическая программа
В турнире по круговой системе за звание чемпиона Украины среди женщин сражались 10 участниц. Среди них 2 гроссмейстера: Юлия Макаренкова, Елена Короткая. Последняя и стала чемпионкой. Представительница Днепропетровской областьи, по оценке международного гроссмейстера Ивана Трофимова, «финишировала с фантастическим результатом: 17 очков из 18 возможных (+8)!» С отставанием в три очка второй пришла международный гроссмейстер Юлия Макаренкова (Харьковская область).
Как и в мужской классике, для определения третьего места потребовалось обратиться к дополнительным критериям, поскольку две участницы набрали по 12 очков. По лучшему коэффициенту бронзовая медаль вновь, как и мужчин, «ушла» в Днепропетровскую область, к мастеру спорта Татьяне Зайцевой, многоопытная Ольга Рейниш на 4 месте.
Быстрая программа
19-20 декабря прошли турниры по быстрым шашкам.
11 участниц, 2 гроссмейстера: Юлия Макаренкова, Елена Короткая.
Швейцарская система.
Призовые тройки:
 Елена Короткая (Днепропетровская область) — 12 очков,
 Юлия Макаренкова (Харьковская область) — 11 очков,
 Алина Галяга (Днепропетровская область) — 9 очков.
В борьбе за бронзу две участницы набрали по 9 очков. Алина Галяга по лучшему коэффициенту обошла Татьяну Зайцеву.
Молниеносная программа
21 декабря прошли турниры по блицу.
8 участниц, 3 гроссмейстера — Юлия Макаренкова, Елена Короткая, Людмила Сивук.
Призовые тройки:
 Юлия Макаренкова (Днепропетровская область) — 12 очков,
 Елена Короткая (Днепропетровская область) — 12 очков,
 Алина Галяга (Днепропетровская область) — 11 очков.
Для определения чемпионки потребовался дополнительный матч, где сыграли две землячки из Днепропетровска:
Юлия Макаренкова — Елена Короткая 4:2